# Методика Хакнесса
Методика Харкнесса (англ. Harkness Method) — метод обучения, характеризующийся работой группы учащихся за одним столом (изначально овальной формы). Метод начал применяться в Академии Филлипса в Эксетере. В настоящее время используется в некоторых старших школах и колледжах Америки. Своё название метод получил в честь нефтяного магната и филантропа Эдварда Харкнесса (англ. Edward Harkness). Имеет сходство с сократическим диалогом.

## В культуре
- Элементы работы по методике Харкнесса показаны в сериале «Сообщество». Большая часть сцен проходит за столом Харкнесса.